# Luisenburg

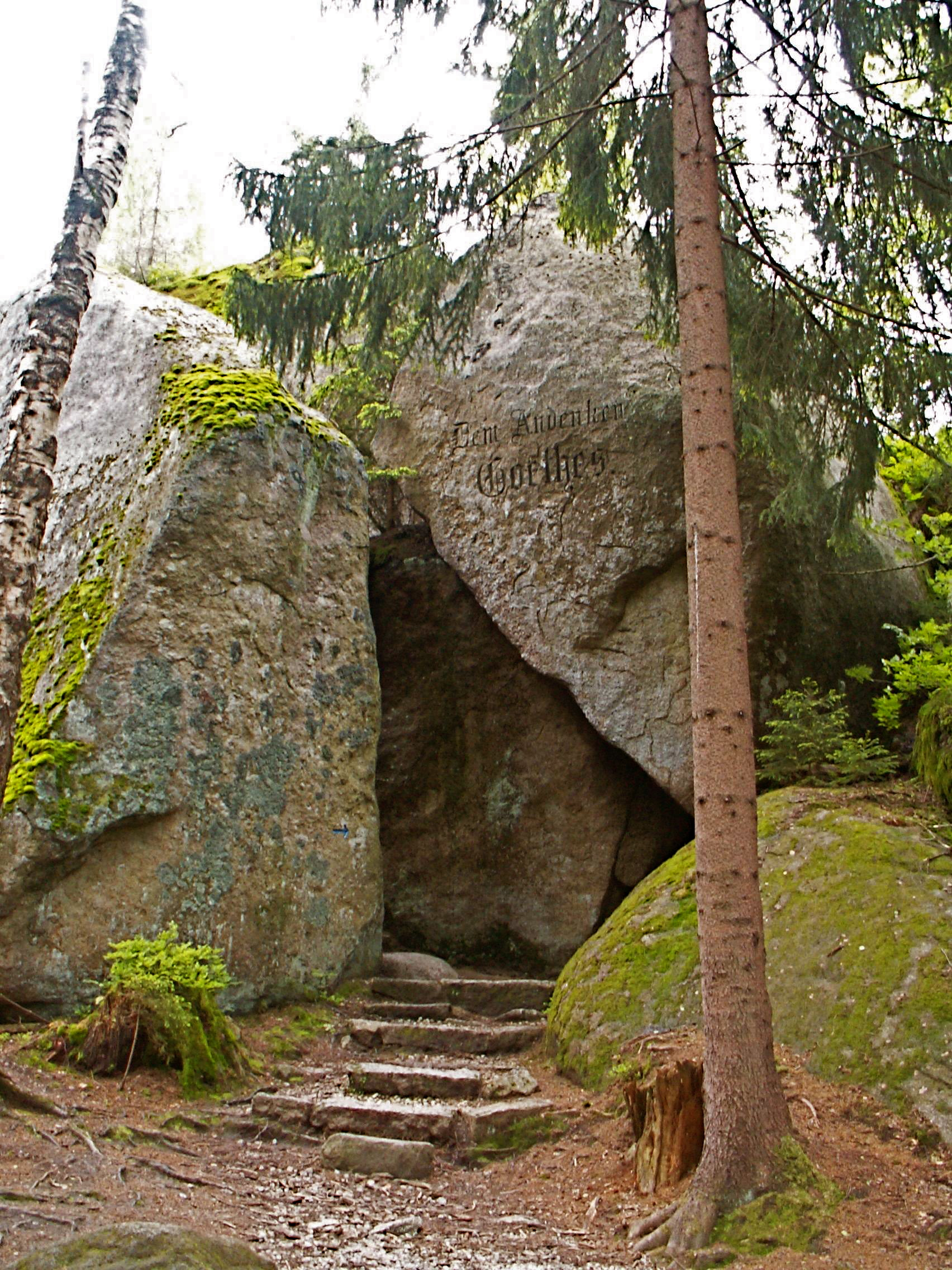
Luisenburg - Stâncile lui Goethe

Parcul natural Luisenburg se găsește în masivul muntos Fichtelgebirge, lângă orașul Wunsiedel din Franconia Superioară, landul Bavaria, Germania, fiind menționat deja în secolul al XIV-lea. 
În secolul al XVII-lea s-au organizat primele spectacole în aer liber. 
La vizita perechii regale prusace Friedrich Wilhelm cu soția Luise în anul 1805 i s-a dat numele actual, în onoarea reginei Luise.